# Sabri Turgut
Sabri Turgut (* 21. Mai 1987 in Korkuteli) ist ein türkischer Fußballspieler.

## Karriere
Turgut begann seine Vereinsfußballkarriere 2002 in der Jugend von Korkuteli İdman Yurdu und spielte später auch in der Jugend von Yeni Kemer Belediyespor. 2005 wechselte er als Profispieler zum Viertligisten Sidespor. Nach zwei Jahren heuerte er zum Sommer 2007 beim Erstligisten Kasımpaşa Istanbul an. Hier stand er die vier nächsten Spielzeiten unter Vertrag. Von diesen vier Spielzeiten verbrachte er aber nur die Spielzeit 2008/09 bei Kasımpaşa und wurde die restlichen Spielzeiten an verschiedene Vereine ausgeliehen. In der Saison 2008/09 erreichte er mit Kasımpaşa per Playoffsieg der TFF 1. Lig den Aufstieg in die Süper Lig.
Zur Saison 2011/12 wechselte er dann zum Drittligisten Fethiyespor. Die Saison 2012/13 beendete er mit seiner Mannschaft mit dem Playoffsieg der Liga und stieg dadurch in die TFF 1. Lig auf.

## Erfolge
Mit Kasımpaşa Istanbul
- Playoffsieger der TFF 1. Lig: 2008/09
- Aufstieg in die Süper Lig: 2012/13

Mit Fethiyespor
- Playoffsieger der TFF 2. Lig: 2012/13
- Aufstieg in die TFF 1. Lig: 2012/13